# Pallacanestro alla X Universiade - Torneo maschile
Il Torneo di pallacanestro maschile della X Universiade si è svolto a Città del Messico, nel 1979.

## Classifica
| -       | Paese       | Formazione |
| ------- | ----------- | --- |
| Oro     | Stati Uniti | Cook · McHale · Merten · Oldham · Raivio · Reed · Ruland · Smith · Springer · Toney · Tucker · Woods All.: Ken Anderson                                                |
| Argento | Jugoslavia  | Jugoslavia universitaria4 Dukan, 5 Gešovski, 6 Hadžić, 7 Knego, 8 Marić, 9 Nakić, 10 Pavličević, 11 Petrović A, 12 Petrović B, 13 Poljak, 14 Žižić, All. Dušan Ivković |
| Bronzo  | Cuba        | |